# Fritz Marbach
Fritz Marbach (* 20. Juli 1892 in Oberwichtrach; † 30. November 1974 in Bern, heimatberechtigt in Oberwichtrach) war ein Schweizer Nationalökonom und Politiker (SP).

## Leben
Fritz Marbach arbeitete zunächst von 1912 bis 1913 kurze Zeit als Primarlehrer im Schuldienst, von 1913 bis 1917 studierte er dann Nationalökonomie und Geschichte der Universität Bern und der Universität Dijon. 1917 erfolgte seine Promotion. Bis 1931 war er weiterhin (als Sekundarlehrer) im Schuldienst tätig, 1928 hatte er sich an der Universität Bern habilitiert, wo er zunächst als Privatdozent, von 1931 bis 1962 Professor für Nationalökonomie an der Universität Bern lehrte. Von 1927 bis 1965 war er Mitglied der Preisbildungskommission und im Zweiten Weltkrieg als Präsident der «Lohnbegutachtungskommission für den Schweizer Bundesrat».
Politisch war Fritz Marbach von 1915 bis 1925 im Stadtrat von Bern, von 1925 bis 1931 im Grossen Rat des Kantons Bern und von 1931 bis 1934 im Nationalrat. Er vertrat die Sozialdemokratische Partei der Schweiz.

## Schriften
- Victor Considerant, der utopische Sozialist und Politiker. Ein Beitrag zur Geschichte des Sozialismus und der Internationale. Bern-Belp 1915.
- Beitrag zur Theorie des schweizerischen Kapitalexports. Eine ökonomische Skizze. Bern 1928.
- Kartelle, Trusts und Sozialwirtschaft. Bern 1932.
- Gewerkschaft, Mittelstand, Fronten. Zur politischen und geistigen Lage der Schweiz. Bern 1933.
- Theorie des Mittelstandes. Bern 1942.
- Vollbeschäftigung. Der andere Weg. Bern 1943.
- Die Kreditschöpfung der Handelsbanken und das Postulat der Verstaatlichung des Kredits. Zürich 1947.
- Luxus und Luxussteuer. Bern 1948.
- Zur Frage der wirtschaftlichen Staatsintervention. Bern 1950.
- Monopolistische Organisationsformen. Bern 1950.
- (mit Walter Müller): Umsatzsteuerreform. Zur Problematik der Umwandlung der deutschen Bruttoumsatzsteuer in eine Nettosteuer und deren Auswirkung auf die Preise. Wiesbaden 1963.
- Die Wirtschaftskonzentration. Eine Auseinandersetzung mit der Antikonzentrations-Ideologie, speziell Hans Otto Lenels. Düsseldorf 1964.
- Der Generalstreik 1918: Fakten, Impressionen, Illusionen. Bern 1969.

Festschriften
- Richard Fritz Behrendt (Hrsg.): Strukturwandlungen der schweizerischen Wirtschaft und Gesellschaft. Festschrift für Fritz Marbach zum 70. Geburtstag. Bern 1962.

- Hugo Sieber/Egon Tuchtfeldt (Hrsg.): Wettbewerbspolitik in der Schweiz. Festgabe zum 80. Geburtstag von Fritz Marbach. Stuttgart 1972.